# Constitution népalaise de 2015
Lire en ligne

Consulter

Constitution intérimaire de 2007
La Constitution népalaise de 2015 est la constitution en vigueur au Népal depuis le 20 septembre 2015, et progressivement mise en place par les institutions du pays de cette date au 5 mars 2018. Elle vient après une longue maturation en remplacement de la Constitution provisoire népalaise de 2007. Elle prévoit un fonctionnement de type fédéral, avec l'instauration de sept provinces, chacune d'entre elles ayant sa propre assemblée et son gouvernement provincial.

## Contexte
La constitution est adoptée le mercredi 16 septembre 2015 par l'Assemblée constituante au terme de dix ans de travaux. Son entrée en vigueur est prévue le dimanche 20 septembre. Son adoption a lieu à la suite du tremblement de terre qui a affecté le pays, et qui provoque un sursaut d'union de la part des trois principaux partis, en réaction à l'inertie du gouvernement lors de la catastrophe. Elle se fait toutefois dans un fort climat de violence, avec des manifestations provoquant la mort de 30 militants, de dix policiers et de deux enfants. Certaines minorités telles que les Madhesis s'estiment lésées par le redécoupage des frontières intérieures, et la nouvelle Constitution est dénoncée par les féministes comme entrainant une régression du statut des femmes. Il est prévu que Sushil Koirala, le Premier ministre en place, laisse sa place de façon intérimaire à K. P. Sharma Oli, le leader du Parti communiste népalais (marxiste-léniniste unifié), qui formera un nouveau gouvernement en attendant l’organisation d’élections. À l'inverse, le texte est accueilli avec satisfaction par le mouvement LGBT selon un militant homosexuel népalais.

## Contenu

### Nationalité
Le texte prévoit que la nationalité népalaise s'acquiert désormais lorsque le père d'un enfant est Népalais. En cas de mariage d'une mère avec un étranger, l'enfant ne peut acquérir la nationalité népalaise que si le père change de nationalité et devient Népalais lui-même. Cette clause affecte en particulier les Tharus, Madhesis et autres ethnies habitant le Terai, près de la frontière indienne, et ayant un long historique de mariages mixtes avec des Indiens. Ce point est d'autant plus sensible que nombre de droits (autorisation de détenir un permis de conduire, un compte bancaire) sont réservés aux seuls nationaux, ou présentent des règles différentes en fonction de cette nationalité (droit de la propriété ou de l'héritage).

### Pouvoir exécutif
Le président du Népal est élu au scrutin indirect par un collège électoral composé des membres des deux chambres du parlement fédéral et de ceux des 7 assemblées provinciales. La durée de son mandat est de cinq ans, renouvelable une seule fois de manière consécutive. Son rôle est essentiellement cérémoniel.
Le Premier ministre du Népal est nommé par le président sur proposition du parti ou de la coalition majoritaire à la chambre basse. Il forme son gouvernement, qui ne peut être composé de plus de vingt cinq membres et est responsable collectivement devant la chambre. Le président du Népal, chef de l'État, n'est pas chef du gouvernement. Le Népal est ainsi organisé sous la forme d'un régime parlementaire.
L'article 100 de la constitution encadre les procédures de renversement du gouvernement par un parlementarisme rationalisé. Le premier ministre soumet son gouvernement à un vote de confiance de la chambre des représentants dans les trente jours suivant sa prise de fonction. Une motion de censure ne peut être mise à l'ordre du jour que par un minimum d'un quart des membres de la chambre, passé un délai de deux ans suivant le vote de confiance initial et d'un an après une précédente motion. Une telle motion de censure ne peut être votée qu'accompagnée du nom d'un remplaçant au poste de Premier Ministre, suivant le principe d'une Motion de censure constructive. Le Premier ministre doit cependant se soumettre à un nouveau vote de confiance dans un délai de trente jours si l'un des partis composant sa majorité annonce lui retirer son soutien.

### Pouvoir législatif
Le Népal est dotée d'un parlement bicaméral, dit Parlement fédéral composé d'une chambre haute, l'Assemblée nationale de 59 membres élus au scrutin indirect pour six ans, renouvelée par tiers tous les deux ans, et d'une chambre basse, la Chambre des représentants, qui se compose de 275 députés élus pour un mandat de cinq ans selon un mode de scrutin mixte.
Sont ainsi à pourvoir 165 sièges au scrutin uninominal majoritaire à un tour dans autant de circonscriptions électorales, auxquels se rajoutent 110 sièges pourvus au scrutin proportionnel plurinominal de liste dans une unique circonscription nationale.
La chambre des représentants est par conséquent constituée pour partie de membres élus selon le système proportionnel. Ce taux, anciennement de 58 % sous la Constitution de 2007, passe à 45 % avec le texte de 2015, attirant les protestations de peuples politiquement minoritaires.
Le tracé des circonscriptions électorales a été  mis en œuvre par une commission de cinq membres présidé par un ancien membre de la cour suprême népalaise, Kamal Narayan Das, et ne pourra être modifié que passé un délai de vingt ans

## Conditions de candidature
Pour être candidat à un mandat d'élu au niveau fédéral, les conditions suivantes doivent être réunies :
- Être citoyen du Népal ;
- Avoir atteint l'âge minimal requis : 25 ans pour la Chambre des représentants, 35 ans pour l'Assemblée nationale, 45 ans pour la présidence et la vice-présidence ;
- Ne pas avoir de casier judiciaire ;
- Ne pas être sujet à une inéligibilité de la part d'une loi fédérale ;
- Ne pas occuper de poste dont la rémunération est assurée par le gouvernement népalais.

## Amendement
Les conditions d'amendement de la constitution sont détaillés dans l'article 274. Est d’emblée interdite toute tentative d'amendement portant préjudice à la souveraineté, l'intégrité territoriale et l'indépendance du Népal, ainsi qu'au caractère souverain de sa population.
Un amendement peut être introduit dans l'une ou l'autre des deux chambres du parlement. Si celui ci concerne les délimitations ou les pouvoirs d'une province, le vote favorable de la majorité absolue de la totalité des membres de l'assemblée provinciale concernée est requis. Tout amendement doit recueillir la majorité qualifiée des deux tiers du total des membres des deux chambres du parlement. Le président népalais doit y apporter ensuite sa signature sous quinze jours, l'amendement prenant effet une fois signé. L'organisation d'un référendum n'est pas requise, bien que le parlement puisse la décider par un vote selon les mêmes conditions, en accord avec l'article 275.